# Leslie Wormald
Leslie Graham Wormald (født 19. august 1890 i Maidenhead, død 10. juli 1965 i Knightsbridge) var en britisk roer, som deltog i OL 1912 i Stockholm.
Worlmald gik på Eton College, hvor han ikke var noget stort rotalent, og senere på Magdalen College på Oxford University, hvor han forbedrede sig så meget, at han var med til at vinde Henley Royal Regatta i 1910, 1911 og 1913, og han var også med til at vinde Oxford vs. Cambridge Boat Race.
Han var med i den britiske otter fra Leander ved OL 1912 i Stockholm i besætningen, der ud over ham talte Ewart Horsfall, Sidney Swann, Edgar Burgess, Angus Gillan, Stanley Garton, Alister Kirby, Philip Fleming og styrmand Henry Wells. Båden vandt i indledende heat over en canadisk båd, i kvartfinalen over en australsk båd og i semifinalen over en tysk båd. I finalen mødte Leander en anden britisk båd fra New College, Oxford, og Leander trak fra halvvejs i løbet og så sig ikke tilbage, men vandt med en længde. Ved lodtrækningen om banerne til finaleløbet vandt New College og tilbød ifølge traditionen modstanderne at vælge først. Traditionen bød så, at modstanderne skulle afslå valget, men Leander accepterede det og valgte den bedste bane. Dette medførte, at kong Gustav 5. ved medaljeceremonien ærede New College, der siden har haft en tradition med ved festlige lejligheder at udbringe en skål under overskriften "God Damn Bloody Magdalen" og have et brevhoved med forkortelsen herfor, 'GDBM'.
Wormald kæmpede i første verdenskrig og modtog i 1918 Military Cross for sin indsats i Frankrig.